# Futur missile antinavire/Futur missile de croisière
Pour les articles homonymes, voir Perseus.
Le futur missile antinavire / futur missile de croisière (FMAN/FMC) (en anglais Future Cruise and Anti-Ship Weapon (FC/ASW) est un programme franco-britannique dont les deux gouvernements signent en mars 2017 le lancement de l'étude de concept conjointe.
Ces missiles sont censés succéder [cf. trois derniers paragraphes de la page] en 2030 aux missiles de croisière SCALP-EG (alias Storm Shadow) des deux pays, ainsi qu’aux missiles antinavires Exocet français et Harpoon utilisés par les britanniques. Une version du missile air-sol disposera de capacités de suppression des défenses anti-aériennes adverses (anti-radar) à l'horizon 2035.
En juin 2023 une lettre d’intention est signée entre l’Italie, la France et le Royaume-Uni pour une collaboration tripartite. Ce programme est l'une des coopérations européennes en cours en matière de défense.

## Études

### Concept Perseus (2011)
Depuis 2010, MBDA présente un Concept visions (comme il existe des concept cars) chaque année. Le Perseus est le concept présenté au salon du Bourget 2011,,,.
Le  Perseus, tirant son nom du héros de la mythologie grecque Persée (en grec moderne : Περσεύς), est un missile de croisière supersonique, lancé depuis les bâtiments de surface ou les sous-marins, construit autour d'une structure évoluée, dotée de grandes capacités de manœuvrabilité et de furtivité.
Cependant, au début des années 2020, le programme semble se diriger vers deux missiles très différents : statoréacteur et trisonique pour l'antinavire (RJ10), turboréacteur et subsonique pour le missile air-sol (T15). Mais en 2025… [cf. les deux derniers paragraphes de la page].

### Futur missile antinavire - futur missile de croisière
La collaboration franco-britannique fait suite aux accords de Lancaster House de 2010. Dans le secteur des missiles, le SCALP-EG développé dans les années 1990 était déjà une collaboration franco-britannique, ainsi que l'anti-navire léger, lancé en 2014.
Une étude préliminaire est menée entre 2011 et 2014. Elle a permis de mesurer le degré élevé de convergence dans la définition du besoin opérationnel de chaque pays.
La France et le Royaume-Uni signent le 28 mars 2017 un accord pour le lancement d’une phase de conception conjointe pour le programme de Futur missile antinavire/Futur missile de croisière (FMAN/FMC) auprès de MBDA.
Après un rafraîchissement temporaire des relations franco-britanniques en 2021, les travaux de préparation sont lancés le 17 février 2022, après la signature d’un accord étatique et la notification des contrats.
En juin 2023, l'Italie rejoint le projet.
Mais en octobre 2024, à l'occasion de l'Accord de Trinity house (en) signé entre la Grande-Bretagne et l'Allemagne, les deux pays déclarent vouloir co-développer un missile de croisière. Ce partenariat est confirmé en mai 2025 pour un missile « de plus de 2 000 km de portée ».
Et dans un rapport de l'Assemblé nationale française d'octobre 2024 publié en mai 2025, le ministère des Armées [MINARM] français déclare que son choix n'est pas établi concernant le missile de croisière FMC : « Le choix pour la France reste ouvert pour trouver le meilleur compromis survivabilité/performances/coût entre les concepts RJ [Statoréacteur, supersonique et manœuvrant], TP [turbopropulseur subsonique et furtif] et SCALP NG [un SCALP-EG Nouvelle Génération, revu et modernisé] pour la mission de frappe dans la profondeur aéroportée » « solution de repli à titre national si « la montée en maturité des concepts RJ et TP n’était pas suffisamment démontrée fin 2024 » « cette option permettrait de sécuriser le calendrier de remplacement des Scalp rénovés » et « que le risque de rupture capacitaire liée à la cession de missiles Scalp à l’Ukraine est une nouvelle donne qui doit être prise en compte dans le jalon de choix sur les options possibles pour FMC ». Noter que les Scalp ukrainiens ont su frapper avec une très grande précision (par exemple le sous-marin Rostov-sur-le-Don) des cibles de haute valeur très protégées (par exemple le quartier général de la flotte de la mer Noire).
Par contre, la France a établi son choix pour le vecteur de l'antinavire FMAN et du missile antiradar (RJ10 - 500 km de portée et plus de Mach 3,5), mais ils ne sont pas les mêmes que ceux de la Grande-Bretagne (SPEAR EW antiradar - beaucoup plus compact, moins rapide, d’une portée de 150 km). Selon le MINARM : « Toutes les options françaises reposent sur le concept RJ [supersonique manœuvrant] », tandis que « le Royaume-Uni souhaite monter en maturité le concept TP [subsonique furtif], pour sa future capacité antinavire ». En 2025, pour la phase de réalisation du FMAN seront accordés plus de 800 millions d’euros d'autorisation d'engagement pour la partie française.